# Paweł Dunin-Wąsowicz
Paweł Dunin-Wąsowicz (ur. 31 grudnia 1967 w Warszawie) – polski dziennikarz, publicysta i krytyk literacki. Redaktor naczelny miesięcznika „Lampa”, założyciel wydawnictwa Lampa i Iskra Boża.

## Życiorys
Syn profesora historii Krzysztofa Dunin-Wąsowicza. Ukończył XVI Liceum Ogólnokształcące im. Stefanii Sempołowskiej w Warszawie, następnie dziennikarstwo na Uniwersytecie Warszawskim. 
Wraz z Tomaszem Łubieńskim i Kingą Dunin prowadził program „Dobre książki” w TVP1. Wcześniej pracował w „Życiu Warszawy”, „Machinie” i „Przekroju”, gdzie m.in. recenzował książki i komiksy. Od 1998 roku współpracował z redakcją magazynu „Nigdy Więcej". Poeta – w połowie lat 90. publikował wiersze we „Frondzie”, której był redaktorem. Wydawca Doroty Masłowskiej. Razem z Jarosławem Lipszycem i Piotrem Mareckim założył blog Kumple. Stały współpracownik „Skarpy Warszawskiej”, publikuje też w „Stolicy”. 
Występował w zespołach Paul Pavique Movemenent oraz Meble.

## Publikacje
- Parnas Bis. Słownik literatury polskiej urodzonej po 1960 roku – wspólnie z Krzysztofem Vargą, Lampa i Iskra Boża, Warszawa 1995 (ISBN 83-86735-08-2), 1998
- Rewelaja (1994)
- Widmowa biblioteka. Leksykon książek urojonych (1997)
- Odczapów. Przewodnik dla turystów mentalnych (1999) - wspólnie z Andrzejem Stefanem Rodysem
- Oko smoka. Literatura tzw. pokolenia brulionu wobec rzeczywistości III RP (2000)
- Rozmowy lampowe (2007)
- Warszawa Fantastyczna (2011)
- Fantastyczny Kraków (2013)
- Fantastyczny Atlas Polski (2015)
- Polska Biblioteka Widmowa (2016)
- Żoliborski przewodnik literacki, Lampa i Iskra Boża, Warszawa 2017 (ISBN 978-83-65112-06-4)
- Dzika biblioteka (2017)
- Praski przewodnik literacki, Fundacja Hereditas, Warszawa 2018 (ISBN 978-83-951050-2-9)
- Mokotowski przewodnik literacki, Fundacja Hereditas, Warszawa 2019 (ISBN 978-83-951050-4-3)
- Bielański przewodnik literacki, Wydawnictwo RM i Urząd Dzielnicy Bielany, Warszawa 2023
- Powiślański przewodnik literacki, Fundacja Hereditas, Warszawa 2024, (ISBN 978-83-951050-6-7)

## Nagrody i wyróżnienia
- Paszport „Polityki” w kategorii „kreator kultury” (2005)
- Nagroda Literacka Miasta Stołecznego Warszawy w kategorii Warszawski Twórca (2023)[6]